# IV. Vencel cseh király
IV. Vencel vagy Luxemburgi Vencel (németül: Wenzel von Luxemburg), (1361. február 26. – 1419. augusztus 16.) cseh-,  és német-római király. Zsigmond magyar király bátyja és magyarországi trónjának örököse

## Élete

### Ifjúkora
IV. Károly német-római császár és harmadik felesége, Świdnicai Anna fiaként született. Alig kétévesen édesapja kívánságára cseh királlyá koronázták. Tízéves korában hozzáadták I. Albert bajor herceg Johanna nevű leányát. 1373-ban Brandenburg őrgrófságát kapta hűbérül, de azt továbbra is atyja kormányozta.

### Német király
Édesapja jelentős pénzösszeget fizetett a választófejedelmeknek, hogy fiát válasszák meg német királynak. 1376. június 10-én német királlyá választották és július 6. megkoronázták Aachenben.  Tényelges uralma 1378-ban, apja halálát követően kezdődött. Soha nem koronázták meg császárnak. Uralkodásával egy több, mint 120 éves hagyomány tört meg: a Hohenstaufok óta ez volt az első eset, hogy fiú az édesapját követte a német királyi méltóságban.

### A pápaság problémája
Az avignoni pápa, V. Orbán utóda, XI. Gergely 1377 elején visszatért Rómába. 1378-ban bekövetkezett halála után Rómában VI. Orbánt választották pápává, majd Fondiban VII. Kelement. Ez utóbbi hamarosan Avignonba kényszerült távozni vetélytársa elől, ahol a Francia Királyság támogatását élvezte. Vencel az 1379. évi frankfurti gyűlésen VI. Orbán mellett tette le a szavazatát, de miután egyértelmű lépéseket egyelőre nem tett az ügyben, a viszály elhúzódott.

### Városháború
1381-re újra fellobbant a még IV. Károly alatt kezdődött városháború. Mainz, Worms, Speyer, Frankfurt, Strassbourg csatlakozásával létrejött a sváb és Rajna-menti városok nagy szövetsége, amely kezdetben 41, később 70 tagot számlált. E szövetség ellenében lovagi és fejedelmi egyesülések alakultak. Vencel Németországban kezdetben arra törekedett, hogy a hercegek, lovagok és a városok közötti örökös viszálykodásoknak véget vessen, így 1383-ban a nürnbergi birodalmi gyűlésen ünnepélyesen kihirdette a közbékét, és megszüntette az összes addigi szövetkezést. 1384-ben a heidelergi egyezményben a fejedelmek megígérték ugyan, hogy nem cselekszenek a városok ellenében, azok pedig pedig lemondanak a védelmükre létrehozott saját katonai szerveződésekről – de a háború így sem volt elkerülhető.
A délnémet szövetség 1385-ben egyesült a svájcival, majd az utóbbi 1386-ban Sempachnál, 1388-ban pedig Näfelsnél győzelmet aratott az osztrák sereg felett.
Vencel 1387-ben a Wittelsbachok ellen a városokkal lépett szövetségre, támogatást azonban a Csehországban kitörő zavargások miatt nem tudott nyújtani a számukra. Vencel elkeseredésében mind jobban visszavonult a közügyektől, idejét otthon, Csehországban, vadászattal és dőzsöléssel töltötte. A délnémet városok ezután 1388-ban Döffingennél II. Eberhard württembergi gróftól, majd Wormsnál és Speyernél I. Rupert pfalzi választófejedelemtől vereséget szenvedtek, ami el is döntötte a háború kimenetelét.
Vencel 1389-ben a csehországi Cheb (németül: Eger) várába fejedelmi gyűlést hívott össze, hogy a közbéke feltételeit megállapítsa. Ezen gyűlésen cserben hagyta a városokat – holott azokat röviddel előbb még ő buzdította ellenállásra – megtiltván azok egymás közti szövetségkötését.

### Nepomuki Szent János kivégzése
Csehországban is meggyűlt a baja a hatalomra vágyó nemességgel és a papsággal. Viszályba keveredett a prágai érsekkel. Annak titkárát, Nepomuki Jánost 1393-ban a Moldva folyóba dobatta, mert azzal gyanúsította, hogy az érseket ellene bujtogatta. A helynök egyúttal Zsófia királyné gyónási titkának kiadását is megtagadta.
Keményen harcolt a nemesekkel, akik megtagadta a koronajavak visszaszolgáltatását. Többüket az igazságszolgáltatás mellőzésével kivégeztette.

### Fogsága
Tehetetlen, erőszakos és kegyetlen uralma arra bírta a cseh vezetőket, hogy fivéréhez, Zsigmond magyar királyhoz és unokatestvéréhez, Jobst (Jodok) morva őrgrófhoz forduljanak. Az ő részvételükkel sikerült 1394-ben a császáron rajtaütni prágai várában és több hónapon át tartó (május 8. – augusztus 1.) ostromot követően fogságba vetni Vencelt Felső-Ausztriában tartották foglyul. Végül ellenfelei az öccse, János görlitzi herceg és néhány német fejedelem erélyes fenyegetései folytán bocsátották csak szabadon. Szabadulásakor azonban kénytelen volt olyan szerződést aláírni, ami királyi hatalmát erősen csökkentette, ellenben erősen megnövelte az oligarchia befolyását. Vencel ekkor elhagyta Németországot, és 1397-ig nem is tért oda vissza.

### A pápasággal kapcsolatos diplomáciája
Első feleségének, Johannának 1386-ban bekövetkezett halála után – akit Vencel kedvenc vadászebei téptek szét – a király egyre inkább az alkohol rabjává vált. Talán ez is közrejátszott abba, hogy a VI. Károly francia királlyal az egyházszakadás megszüntetésének okán összehívott reimsi tárgyalásokon még abba is beleegyezett, hogy az időközben elhunyt Orbán utódát, IX. Bonifácot lemondásra bírja a francia pártfogást élvező XIII. Benedek javára. (VII. Kelemen még 1394-ben meghalt.)

### Trónfosztása
A római pápa legitimitásának kétségbe vonása miatt a birodalom ügyeit egyébként is elhanyagoló király ellen 1399-ben Marburgban a mainzi, a kölni, a pfalzi és a szász választófejedelmek szövetséget kötöttek – az egyesüléshez hamarosan csatlakozott a trieri érsek is. 1400-ban a rensei gyűlésen a fejedelmek letették Vencelt a trónról, és helyébe a pfalzi III. Rupertet választották meg. Vencel azonban nem volt hajlandó lemondani. Seregeivel betört Csehországba, de vállalkozása sikertelennek bizonyult. Ekkor tárgyalásba bocsátkozott Ruperttel, felajánlotta neki a római királyi címet, ha elismeri Vencelt császárnak. A tárgyalások azonban nem vezettek eredményhez.
A császári trónfosztást soha el nem ismerő Vencel ezután még 19 évig uralkodott királyként Csehországban.

### Cseh királyként
Hamarosan Gian Galeazzo Visconti milánói herceg Itáliába hívta, miután ott győzelmet aratott Ruperten. Vencel azonban időközben, 1402-ben, öccsével, Zsigmonddal, majd ennek szövetségesével, IV. Albert osztrák hercegel háborúba keveredett. A harcok 1404-ig folytak.
Az sem segített a helyzetén, hogy az 1409-es pisai zsinat őt ismerte el római királynak.

### Az1410-es királyválasztás
1410-ben, Rupert halálakor a királyválasztás során a szász választóval együtt - a 7 választófejedelem egyikeként - önmagára szavazott, később azonban megegyezett Jobsttal. Miután végül öccsét, Zsigmondot 1410-ben német királlyá választották, Vencel – a körülmények által kényszerítve – átruházta jogait fivérére, ám feltételezett császári címét megtartotta, és hátralévő éveit váraiban, ill. vadászkastélyaiban töltötte megszokott kedvteléseivel. Egy ideig támogatta Husz Jánost, 1412-ben azonban már határozottan fellépett ellene.

### Halála
1419-ben szívszélhűdés érte, és nem sokkal később elhunyt. Jelentős könyvgyűjtemény maradt utána.

## Házasságai
Első felesége Bajor Johanna, akit 1370-ben vett el. Ő 1386-ban meghalt. Második felesége Bajor Zsófia volt. Őt 1389-ben vette feleségül. Zsófia túlélte férjét, és 1425. szeptember 26-án halt meg. Gyermeke egyik házasságából sem született.

## Családfa
| I. János * 1296. VIII. 10. † 1346. VIII. 26. | I. János * 1296. VIII. 10. † 1346. VIII. 26. |                                           |                                           | Přemysl Erzsébet * 1292. I. 20. † 1330. IX. 28. | Přemysl Erzsébet * 1292. I. 20. † 1330. IX. 28. |  |  | Świdnicai Henrik * 1316 † 1345. VI. 28. k. | Świdnicai Henrik * 1316 † 1345. VI. 28. k. |                                        |                                        | Anjou Katalin † 1355 | Anjou Katalin † 1355 |
|                                              |                                              |                                           |                                           |                                                 |                                                 |  |  |                                            |                                            |                                        |                                        |                      |                      |
|                                              |                                              |                                           |                                           |                                                 |                                                 |  |  |                                            |                                            |                                        |                                        |                      |                      |
|                                              |                                              | IV. Károly * 1316. V. 14. † 1378. XI. 29. | IV. Károly * 1316. V. 14. † 1378. XI. 29. |                                                 |                                                 |  |  |                                            |                                            | Świdnicai Anna * 1339 † 1362. VII. 11. | Świdnicai Anna * 1339 † 1362. VII. 11. |                      |                      |
|                                              |                                              |                                           |                                           |                                                 |                                                 |  |  |                                            |                                            |                                        |                                        |                      |                      |
|                                              |                                              |                                           |                                           |                                                 |                                                 |  |  |                                            |                                            |                                        |                                        |                      |                      |
|                                              |                                              |                                           |                                           |                                                 |                                                 |  |  |                                            |                                            |                                        |                                        |                      |                      |

|  |  | 1 Wittlesbach Johanna * 1356 † 1386. XII. 31. OO 1370 | 1 Wittlesbach Johanna * 1356 † 1386. XII. 31. OO 1370 | IV. Vencel * 1361. II. 26. † 1419. VIII. 16. | IV. Vencel * 1361. II. 26. † 1419. VIII. 16. | 2 Wittelsbach Zsófia * 1376 † 1425. IX. 26. OO 1389 | 2 Wittelsbach Zsófia * 1376 † 1425. IX. 26. OO 1389 |